# Historia de la teoría de grupos

Animación de un icosaedro, ejemplo de un grupo geométrico: el grupo de Coxeter H_{3} de las rotaciones y reflexiones de un icosaedro regular

La historia de la teoría de grupos, un dominio matemático en el que se estudian los grupos en sus diversas formas, ha evolucionado en varias líneas paralelas. Se pueden considerar tres raíces históricas de la teoría de grupos: la teoría de las ecuaciones algebraicas, la teoría de números y la geometría. Joseph-Louis Lagrange, Niels Henrik Abel y Évariste Galois fueron los primeros investigadores en el campo de la teoría de grupos.

## Principios delsigloXIX
El estudio más antiguo de los grupos como tales probablemente se remonta al trabajo de Lagrange a finales del siglo XVIII. Sin embargo, este trabajo fue algo aislado, y las publicaciones de 1846 de Augustin Louis Cauchy y de Galois se conocen más comúnmente como el comienzo de la teoría de grupos. La teoría no se desarrolló en el vacío, y a continuación se repasan las tres líneas principales de su prehistoria.

### Desarrollo de los grupos de permutación
Una raíz fundamental de la teoría de grupos fue la búsqueda de soluciones de las ecuaciones algebraicas de grado superior a 4.
Una de las primeras fuentes surge en el problema de formar una ecuación de grado m que tenga como raíces m de las raíces de una ecuación dada de grado {\displaystyle n>m}. Para casos simples, el problema se remonta a Johann van Waveren Hudde (1659). Nicholas Saunderson (1740) señaló que la determinación de los factores cuadráticos de una expresión bicuadrática conduce necesariamente a una ecuación séxtica, y Thomas Le Seur (1703-1770) (1748) y Edward Waring (1762 a 1782) elaboraron aún más la idea. El propio Waring demostró el polinomio simétrico elemental y consideró especialmente la relación entre las raíces de una ecuación cuártica y su resolutiva cúbica.
El objetivo de Lagrange (1770, 1771) era comprender por qué las ecuaciones de tercer y cuarto grado admiten fórmulas para hallar sus soluciones, y un objeto clave era el grupo de permutaciones de sus raíces. Sobre esto se construyó la teoría de las sustituciones. Descubrió que las raíces de todos los resolventes ("résolvantes, réduites") que examinó son funciones racionales de las raíces de las respectivas ecuaciones. Para estudiar las propiedades de estas funciones, inventó un "Calcul des Combinaisons". El trabajo contemporáneo de Alexandre-Théophile Vandermonde (1770) desarrolló la teoría de la función simétrica y la solución del polinomio ciclotómico. Se ha citado a Leopold Kronecker diciendo que un nuevo auge en el álgebra comenzó con el primer artículo de Vandermonde. De manera similar, Cauchy reconoció tanto a Lagrange como a Vandermonde por haber estudiado las funciones simétricas y las permutaciones de variables.
El italiano Paolo Ruffini (1799) intentó demostrar la imposibilidad de resolver las ecuaciones quínticas y superiores, siendo el primero en explorar ideas en la teoría del grupo de permutaciones, como el orden de un elemento de un grupo, la conjugación y la descomposición cíclica de elementos de grupos de permutación. Distinguió lo que ahora se llama grupos intransitivos y transitivos, e imprimitivos y primitivos (1801), y utilizó el grupo de una ecuación bajo el nombre l'assieme delle permutazioni. También publicó una carta que le había dirigido Pietro Abbati, en la que la idea del grupo ocupa un lugar destacado. Sin embargo, nunca formalizó el concepto de grupo, ni siquiera el de grupo de permutaciones.

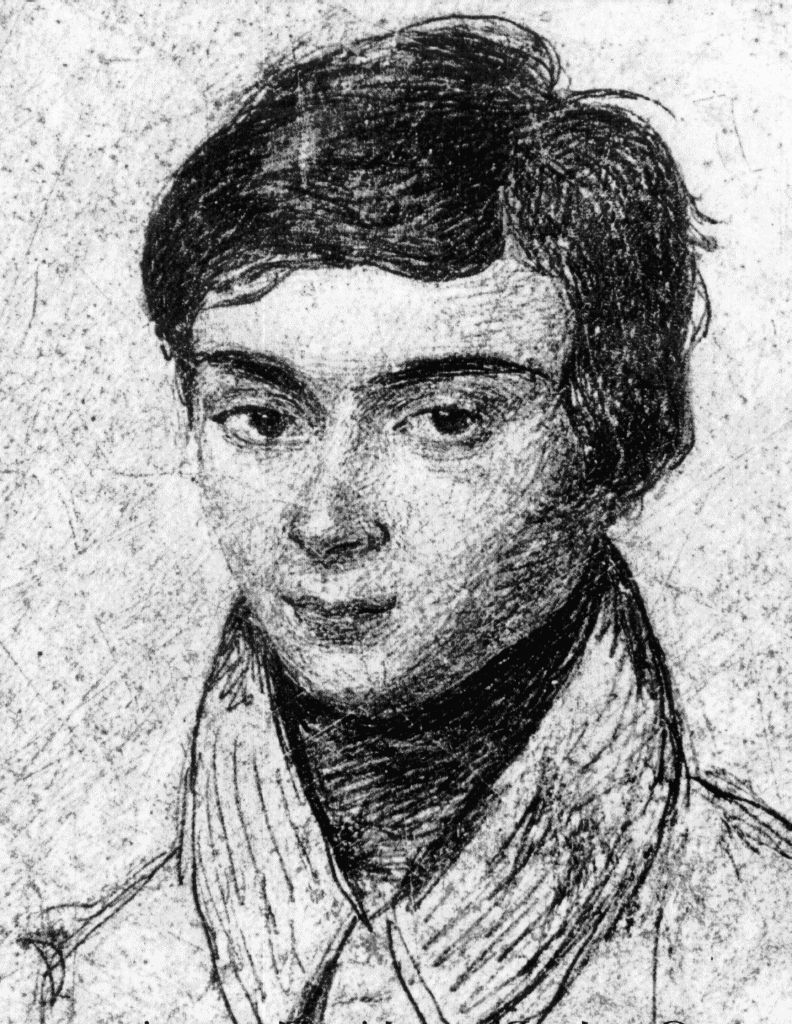
Galois a los quince años de edad, dibujado por un compañero de clase

Évariste Galois es honrado como el primer matemático que vincula la teoría de grupos y la teoría de cuerpos con la teoría que ahora se llama teoría de Galois. También contribuyó a la teoría de las ecuaciones modulares y a la de las funciones elípticas. Su primera publicación sobre teoría de grupos la realizó a la edad de dieciocho años (1829), pero sus contribuciones atrajeron poca atención hasta la publicación póstuma de sus artículos completos en 1846 (Liouville, Vol. XI). Consideró por primera vez lo que ahora se llama la "propiedad de cierre" de un grupo de permutaciones, que expresó como

... si en tal grupo se tienen las sustituciones S y T, entonces se tiene la sustitución ST.

Galois descubrió que si {\displaystyle r_{1},r_{2},\ldots ,r_{n}} son las n raíces de una ecuación, siempre hay un grupo de permutaciones de las raíces tal que
- Toda función de las raíces invariable por las sustituciones del grupo es racionalmente conocida, y
- Por el contrario, toda función racionalmente determinable de las raíces es invariante bajo las sustituciones del grupo.

En términos modernos, la solubilidad del grupo de Galois adjunto a la ecuación determina la solubilidad de la ecuación con radicales.
Galois fue el primero en utilizar las palabras grupo (groupe en francés) y primitivo en sus significados modernos. No utilizó "grupo primitivo", sino que llamó "ecuación primitiva" a una ecuación cuyo grupo de Galois es su primitivo. Descubrió la noción de subgrupo normal y descubrió que un grupo primitivo con solución puede identificarse con un subgrupo del grupo afín de un espacio afín sobre un cuerpo finito de orden primo.
Los grupos similares a los grupos de Galois se llaman (hoy) grupo de permutaciones. La teoría de los grupos de permutaciones recibió un mayor desarrollo de gran alcance en manos de Augustin Louis Cauchy y de Camille Jordan, tanto mediante la introducción de nuevos conceptos como, principalmente, una gran riqueza de resultados sobre clases especiales de grupos de permutación e incluso algunos teoremas generales. Entre otras cosas, Jordan definió una noción de isomorfismo, aunque limitada al contexto de los grupos de permutación. También fue Jordan quien hizo un amplio uso del término grupo.
La noción abstracta de un grupo (finito) apareció por primera vez en el artículo de Arthur Cayley de 1854 "On the theory of groups, as depending on the symbolic equation" {\displaystyle \theta ^{n}=1}. Propuso que cualquier grupo finito es isomorfo a un subgrupo de un grupo de permutaciones, resultado conocido hoy como teorema de Cayley. En los años siguientes, investigó sistemáticamente grupos infinitos y las propiedades algebraicas de las matrices, como la asociatividad de la multiplicación, la existencia de inversos y de polinomios característicos.

### Grupos relacionados con la geometría

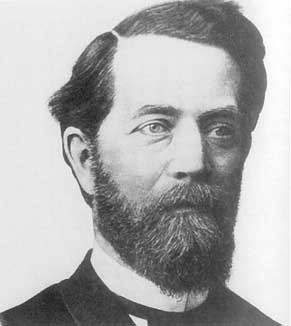
Felix Klein

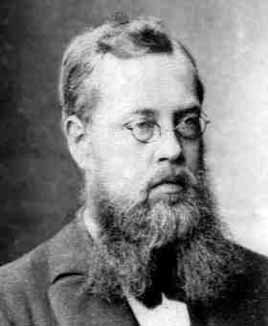
Sophus Lie

En segundo lugar, el uso sistemático de grupos en geometría, principalmente en forma de grupos de simetría, fue iniciado con el Programa de Erlangen, propuesto en 1872 por Felix Klein. El estudio de lo que ahora se llama grupos de Lie comenzó sistemáticamente en 1884 con los trabajos de Sophus Lie, seguidos por las aportaciones de Wilhelm Killing, Eduard Study, Issai Schur, Ludwig Maurer y Élie Cartan. La teoría discontinua (de grupos discretos) fue desarrollada por Klein, Lie, Henri Poincaré y Charles Émile Picard, en particular en relación con las formas modulares y la monodromía.

### Aparición de grupos en la teoría de números

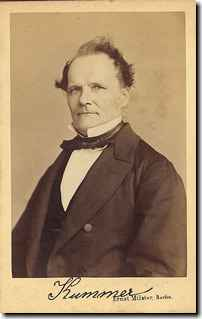
Ernst Kummer

La tercera raíz de la teoría de grupos fue la teoría de números. Leonhard Euler consideró operaciones algebraicas con números módulo de un número entero (aritmética modular) en su generalización del Pequeño teorema de Fermat. Estas investigaciones fueron llevadas mucho más allá por Carl Friedrich Gauss, quien consideró la estructura de grupos multiplicativos de residuos mod n y estableció muchas propiedades de los grupos abelianos y de los grupos cíclicos más generales que surgen de esta manera. En sus investigaciones sobre las formas cuadráticas binarias, declaró explícitamente la propiedad asociativa para la composición de formas. En 1870, Leopold Kronecker dio una definición de grupo abeliano en el contexto del grupo de clases de ideales de un cuerpo numérico, generalizando el trabajo de Gauss. Los intentos de Ernst Kummer de probar el último teorema de Fermat dieron como resultado un trabajo que introdujo los grupos que describen la factorización en números primos. En 1882, Heinrich Martin Weber se dio cuenta de la conexión entre los grupos de permutación y los grupos abelianos y dio una definición que incluía una propiedad de cancelación bilateral, pero que omitía la existencia del elemento simétrico, que era suficiente en su contexto (de los grupos finitos).

### Convergencia

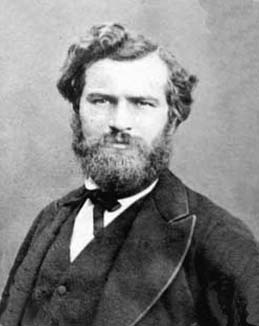
Camille Jordan

La teoría de grupos como materia cada vez más independiente fue popularizada por Serret, quien dedicó la sección IV de su álgebra a la teoría; por Camille Jordan, cuyo Traité des substitutions et des équations algébriques (1870) es un clásico; y a Eugen Netto (1882), cuya Teoría de las sustituciones y sus aplicaciones al álgebra fue traducida al inglés por Cole (1892). Otros teóricos de grupos del siglo XIX fueron Joseph Louis François Bertrand, Charles Hermite, Ferdinand Georg Frobenius, Leopold Kronecker y Émile Mathieu; así como William Burnside, Leonard Eugene Dickson, Otto Hölder, E. H. Moore, Ludwig Sylow y Heinrich Martin Weber.
La convergencia de las tres fuentes anteriores en una teoría uniforme comenzó con el Traité de Jordan y con Walther von Dyck (1882), quienes fueron los primeros en definir un grupo en el sentido moderno completo. Los libros de texto de Weber y Burnside ayudaron a establecer la teoría de grupos como disciplina. La formulación abstracta de grupos no se aplicó a una gran parte de la teoría de grupos del siglo XIX, y se dio un formalismo alternativo en términos del álgebra de Lie.

## Finales delsigloXIX
Los grupos en el período 1870-1900 se describieron como grupos continuos de Lie, grupos discontinuos, grupos finitos de sustituciones de raíces (que gradualmente se denominaron permutaciones) y grupos finitos de sustituciones lineales (generalmente, de campos finitos). Durante el período 1880-1920, los grupos descritos en las presentaciones cobraron vida propia gracias al trabajo de Cayley, Walther von Dyck, Max Dehn, Jakob Nielsen y de Otto Schreier; y continuaron en el período 1920-1940 con el trabajo de H. S. M. Coxeter, Wilhelm Magnus y otros, para formar el campo de la teoría combinatoria de grupos.
Los grupos finitos en el período 1870-1900 vieron aspectos destacados como los teoremas de Sylow, la clasificación de Hölder de grupos de orden libre cuadrado y los inicios de la teoría de caracteres de Frobenius. Ya en 1860, los grupos de automorfismos de los planos proyectivos finitos habían sido estudiados (por Mathieu), y en la década de 1870 la visión teórica de grupos de la geometría de Klein se estaba realizando en su Programa de Erlangen. Jordan estudió los grupos de automorfismo de espacios proyectivos de dimensiones superiores en su Traité, e incluyó series de composición para la mayoría de los llamados grupos clásicos, aunque evitó los cuerpos no primos y omitió los grupos unitarios. El estudio fue continuado por Moore y Burnside, y Leonard Eugene Dickson lo convirtió en un libro de texto completo en 1901. Jordan enfatizó el papel de los grupos simples, y Hölder desarrolló criterios de no simplicidad hasta que pudo clasificar los grupos simples de orden menor que 200. El estudio fue continuado por Frank Nelson Cole (hasta 660) y Burnside (hasta 1092), y finalmente en un "proyecto de milenio" temprano, hasta 2001 por Miller y Ling en 1900.
Los grupos continuos en el período 1870-1900 se desarrollaron rápidamente. Se publicaron los artículos fundamentales de Killing y Lie, así como el teorema de Hilbert en teoría de invariantes en 1882.

## Principios delsigloXX
En el período 1900-1940 cobraron vida propia los grupos "discontinuos" infinitos (ahora llamados grupos discretos). El famoso problema de Burnside marcó el comienzo del estudio de subgrupos arbitrarios de grupos lineales de dimensión finita sobre cuerpos arbitrarios y, de hecho, de los grupos arbitrarios. El grupo fundamental y el grupo de reflexiones alentaron los desarrollos de John A. Todd y Coxeter, como el algoritmo de Todd-Coxeter en teoría combinatoria de grupos. Los grupos algebraicos, definidos como soluciones de ecuaciones polinómicas (en lugar de actuar sobre ellas, como en el siglo anterior), se beneficiaron enormemente de la teoría continua de Lie. Bernard Neumann y Hanna Neumann produjeron su estudio sobre variedades de grupo, grupos definidos por ecuaciones teóricas de grupo en lugar de expresiones polinómicas.
Los grupos continuos también tuvieron un crecimiento explosivo en el período de 1900-1940. Los grupos topológicos comenzaron a estudiarse como tales, y se alcanzaron numerosos grandes logros en los grupos continuos, como la clasificación de Cartan de álgebras de Lie semisimples, la teoría de representaciones de grupos compactos de Hermann Weyl, o el trabajo de Alfréd Haar en el caso localmente compacto.
Los grupos finitos en los años 1900-1940 crecieron enormemente. Este período fue testigo del nacimiento de la teoría de caracteres gracias al trabajo de Frobenius, Burnside y Schur, que ayudó a responder muchas de las preguntas del siglo XIX sobre grupos de permutación y abrió el camino a técnicas completamente nuevas en grupos finitos abstractos. Este período vio la aparición del trabajo de Philip Hall sobre una generalización del teorema de Sylow a conjuntos arbitrarios de números primos, que revolucionó el estudio de grupos finitos solubles, y sobre la estructura del conmutador de potencia de un p-grupo, incluidas las ideas de p-grupo regular y de isoclinismo de grupos, que revolucionaron el estudio de p-grupos, siendo el primer resultado importante en esta área desde Sylow. También supuso la publicación por Hans Zassenhaus del teorema de Schur-Zassenhaus sobre la existencia de complementos a la generalización de Hall de los subgrupos de Sylow, así como su progreso en los grupos de Frobenius y una clasificación cercana de los grupo de Zassenhaus.

## Mediados delsigloXX
Posteriormente crecieron tanto la profundidad como la amplitud y también el impacto de la teoría de grupos. El dominio comenzó a expandirse en áreas como los grupos algebraicos, la extensión de grupos y la teoría de representación. A partir de la década de 1950, en un enorme esfuerzo de colaboración, los teóricos de grupos lograron clasificar todos los grupos simples finitos en 1982. Completar y simplificar la prueba de la clasificación son áreas de investigación activa.
Anatoli Máltsev también hizo importantes contribuciones a la teoría de grupos durante esta época. Sus primeros trabajos sobre lógica se remontan a la década de 1930, pero en la década de 1940 demostró importantes propiedades de inclusión de semigrupos en grupos, estudió el problema del isomorfismo de los anillos de grupo, estableció la correspondencia de Malçev para grupos policíclicos y en la década de 1960 regresó a la lógica demostrando varias teorías dentro del estudio de la indecidibilidad de la teoría de grupos. Anteriormente, Alfred Tarski demostró la indecidibilidad de la teoría de grupos elemental.
El período 1960-1980 fue de gran agitación en muchas áreas de la teoría de grupos.
En grupos finitos, se registraron muchos hitos independientes entre sí. Se trataba del descubrimiento de 22 nuevos grupos esporádicos y de la finalización de la primera generación del teorema de clasificación de grupos simples. Se generó la influyente idea del subgrupo de Carter, y la posterior creación de la teoría de la formación y la teoría de clases de grupos. Se disponía de las notables extensiones de la teoría de Clifford aplicada por Green a los módulos indescomponibles de las álgebras de grupos. Durante esta etapa, el campo de la teoría de grupos computacional se convirtió en un campo de estudio reconocido, debido en parte a su tremendo éxito durante la clasificación de la primera generación de grupos.
En grupos discretos, los métodos geométricos de Jacques Tits y la disponibilidad de la sobreyectividad de la aplicación de Serge Lang permitieron una revolución en los grupos algebraicos. La resolución del problema de Burnside progresó considerablemente, con mejores contraejemplos construidos en los años 1960 y principios de los 1980, pero los casos finales "para todos menos un número finito" no se completaron hasta los años 1990. El trabajo sobre el problema de Burnside aumentó el interés en las álgebras de Lie en exponente p y los métodos de Michel Lazard comenzaron a ver un impacto más amplio, especialmente en el estudio de los p-grupos.
Los grupos continuos se ampliaron considerablemente y las preguntas analíticas p-ádicas adquirieron importancia. Durante este tiempo se hicieron muchas conjeturas, incluidas las conjeturas de coclase.

## Finales delsigloXX
Los últimos veinte años del siglo XX disfrutaron de los éxitos de más de cien años de estudio de la teoría de grupos.
En grupos finitos, los resultados de la clasificación posterior incluyeron el teorema de O'Nan-Scott, la clasificación de Aschbacher, la clasificación de grupos finitos transitivos múltiples, la determinación de los subgrupos máximos de los grupos simples y las clasificaciones correspondientes de grupos primitivos. En geometría finita y combinatoria, ahora se podrían resolver muchos problemas. La teoría de la representación modular entró en una nueva era a medida que se axiomatizaron las técnicas de clasificación, incluidos los sistemas de fusión, la teoría de pares de Luis Puig y los bloques nilpotentes. La teoría de los grupos finitos solubles también fue transformada por el influyente libro de Klaus Doerk y Trevor Hawkes, que llevó la teoría de los proyectores e inyectores a una audiencia más amplia.
En grupos discretos, varias áreas de la geometría se unieron para producir campos nuevos e interesantes. El trabajo sobre teoría de nudos, orbifolds, variedades hiperbólicas y grupos que actúan sobre árboles (la teoría de Bass-Serre) animó mucho el estudio de los grupos hiperbólicos y de los grupos automáticos. Cuestiones como la formulada por William Thurston en 1982 con su conjetura de geometrización inspiraron técnicas completamente nuevas en teoría geométrica de grupos y topología de baja dimensión, y participaron en la solución de uno de los problemas del milenio, la hipótesis de Poincaré.
Los grupos continuos vieron la solución del problema de escuchar la forma de un tambor en 1992, utilizando grupos de simetría de operadores laplacianos. Se aplicaron técnicas continuas a muchos aspectos de la teoría de grupos utilizando espacios funcionales y grupos cuánticos. Muchos problemas de los siglos XVIII y XIX se revisan ahora en este contexto más general, y muchas preguntas sobre la teoría de las representaciones de grupos obtuvieron respuesta.

## Período posterior
La teoría de grupos sigue siendo un tema intensamente estudiado. Su importancia para las matemáticas contemporáneas en su conjunto puede verse en el Premio Abel de 2008, otorgado a John Griggs Thompson y Jacques Tits por sus contribuciones a la teoría de grupos.